# Il porcellino pittore
Il porcellino pittore (Boobs in the Woods) è un film del 1950 diretto da Robert McKimson. È un cortometraggio d'animazione della serie Looney Tunes, uscito negli Stati Uniti il 28 gennaio 1950. Dalla fine degli anni 1990 viene distribito col titolo Porky Pig pittore, mentre in DVD come Porcellino pittore.

## Trama
Porky Pig arriva in una foresta per rilassarsi, e si mette a dipingere il paesaggio. Viene però disturbato da Daffy Duck, che prima si mette in posa e poi gli nega il permesso per dipingere il "suo" lago. Daffy procede poi a prendere in giro Porky con vari travestimenti e buffonate, finché il maialino non decide di provare a pescare, mettendo un'esca attaccata a un campanello. Daffy richiama Porky due volte suonando il campanello e il maialino si prepara a decapitarlo con un'ascia, ma Daffy lo allontana suonando un campanello – restando sorpreso quando Porky pesca un grosso pesce. Daffy quindi chiede varie licenze a Porky che, infastidito, gli lancia un sasso. Daffy finge allora di essere in una partita di baseball e incoraggia Porky nei panni di Joe DiMaggio a scivolare verso la base. Porky si rende conto troppo tardi di non essere DiMaggio, e atterra in una pozzanghera di fango. Porky quindi inizia a fare le valigie per allontanarsi da Daffy ed evitare di impazzire, ma il papero entra nel cofano della sua auto e lancia fuori il motore. Porky prova ad avviare l'auto, ma ottiene solo alcuni suoni emessi da Daffy. Accortosi dello scherzo, Porky salta nel cofano, fa alcune "regolazioni", quindi riavvia l'auto che ora è alimentata da Daffy stesso. Quest'ultimo afferma che Porky non ha il diritto di farlo, ma il maialino esibisce l'apposita licenza.

## Distribuzione

### Edizione italiana
Il corto arrivò in Italia direttamente in televisione negli anni settanta; il doppiaggio fu eseguito dalla C.V.D. Dopo essere stato distribuito in VHS in inglese, alla fine degli anni novanta il corto fu ridoppiato dalla Angriservices Edizioni sotto la direzione di Massimo Giuliani; questo doppiaggio fu però utilizzato solo a partire dal 2003. Non essendo stata registrata una colonna internazionale, in entrambi i casi fu sostituita la musica presente durante i dialoghi.

### Edizioni home video

#### VHS
America del Nord
- Porky Pig's Screwball Comedies (1985)
- Looney Tunes: The Collector's Edition - Daffy Doodles (febbraio 2000)

Italia
- Porky Pig's Screwball Comedies (1986)

#### Laserdisc
- Ham on Wry: The Porky Pig Laser Collection (10 marzo 1993)

#### DVD
Il corto fu pubblicato in DVD-Video in America del Nord nel secondo disco della raccolta Looney Tunes Golden Collection: Volume 1 (intitolato Best of Daffy & Porky) distribuita il 28 ottobre 2003; il DVD fu pubblicato in Italia il 2 dicembre 2003 nella collana Looney Tunes Collection, col titolo Daffy Duck & Porky Pig. In Italia fu inserito anche nel DVD Giochetto o scherzetto? della collana I tuoi amici Looney Tunes, uscito il 21 ottobre 2009, mentre in America del Nord fu incluso nel DVD Porky & Friends della collana Looney Tunes Super Stars, uscito il 6 novembre 2012.